# Montecastrilli
Montecastrilli település Olaszországban, Terni megyében. Lakosainak száma 4809 fő (2023. január 1.). Montecastrilli Acquasparta, Amelia, Avigliano Umbro, Guardea, Narni, San Gemini és Terni községekkel határos.

## Népesség
A település népessége az elmúlt években az alábbi módon változott:
| Lakosok száma | 5049 | 5037 | 4809 |
|               | 2017 | 2018 | 2023 |